# Vertikutieren

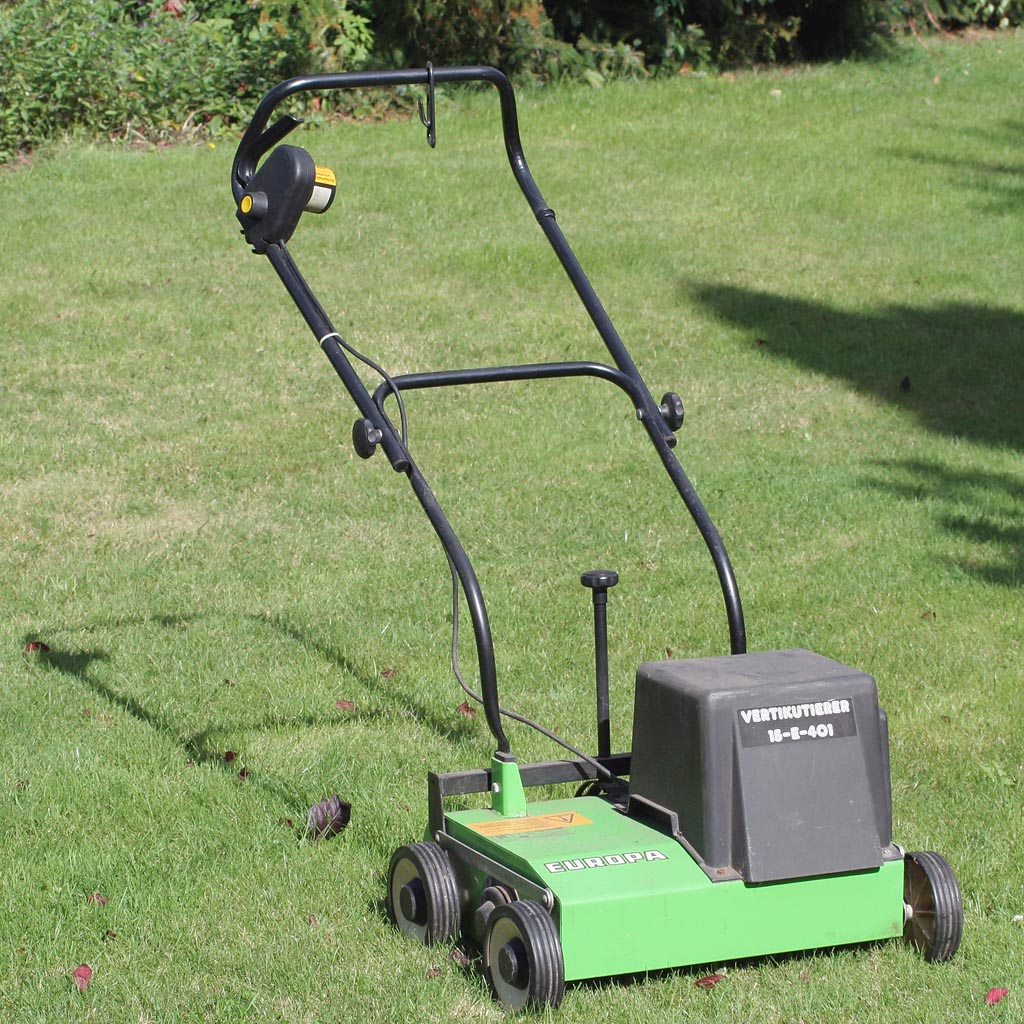
Elektrischer Vertikutierer

Vertikutieren (Nebenform: Vertikulieren) wird im Gartenbau das Anritzen der Grasnarbe einer Rasenfläche genannt. Mit dessen Hilfe sollen Mulch (altes Schnittgut) und Moos entfernt und die Belüftung des Bodens gefördert werden. Der ursprünglich englische Ausdruck ist aus den Wörtern vertical (vertikal, senkrecht) und to cut (schneiden) zusammengesetzt. Das zugehörige Gartengerät wird Vertikutierer genannt.

## Geschichte und weitere Einzelheiten

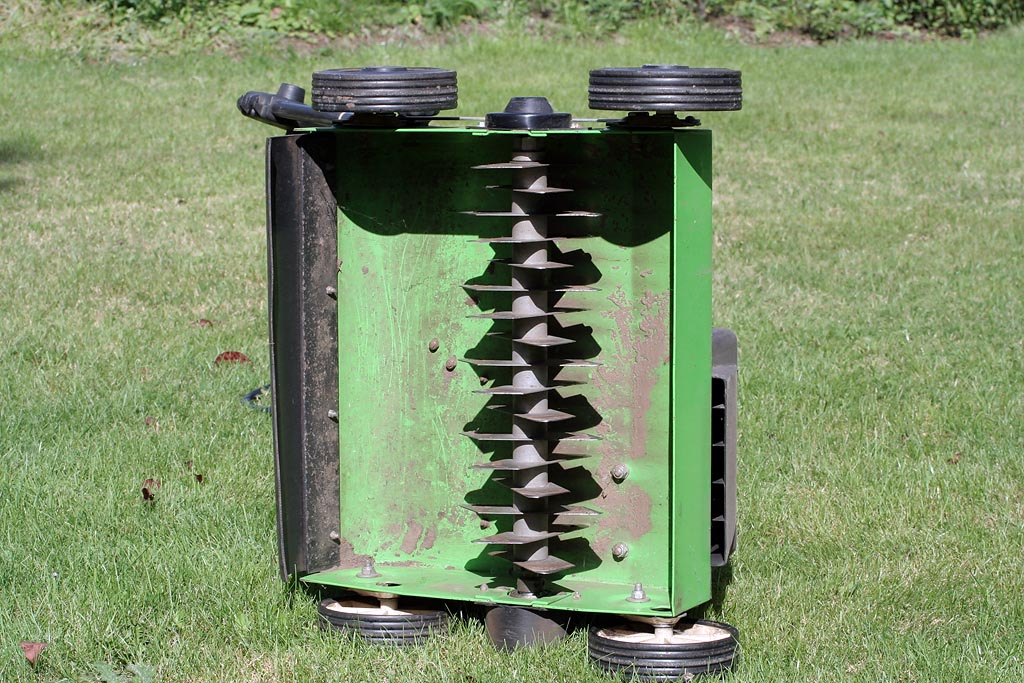
Mechanik

Das Verfahren wurde 1955 von Thomas Mascaro entwickelt, der bereits 1946 das mit dem Vertikutieren verwandte Aerifizieren erfunden hatte. Die dazu verwendeten Geräte werden im Mascaro-Steiniger Turfgrass Museum der Penn State University (USA) ausgestellt.
Sinn des Vertikutierens ist es, den Rasen durch Anritzen der Grasnarbe zu verstärktem Wachstum anzuregen. Allerdings ist das Vertikutieren kein Allheilmittel, wenn der Rasen aus anderen Gründen (z. B. mangelnde Düngung, starke Verunkrautung, Trockenheit, Staunässe, Schattenlagen) schadhaft ist.
Das zugehörige Gartengerät ist der Vertikutierer. Er schneidet mit einem rotierenden Federstahlmesser oder mit Federn senkrecht in den Boden. Das Vertikutiergut (Moos, abgestorbene Gräser usw.) wird hinter dem Gerät abgelegt oder im Fangsack aufgesammelt. Angetrieben wird die Welle in der Regel von einem Elektromotor, bei größeren Modellen von einem Ottomotor. Für kleine Gärten bieten sich auch Handvertikutierer ohne Motor und Kabel an. Die Schnitttiefe kann entweder über die Höhe des Rades oder die Veränderung der Messerwelle eingestellt werden. Das Vertikutieren ist auch mit einer engzahnigen Harke möglich, allerdings mit einiger Mühe und weniger gleichmäßigem Ergebnis.

## Abgrenzung

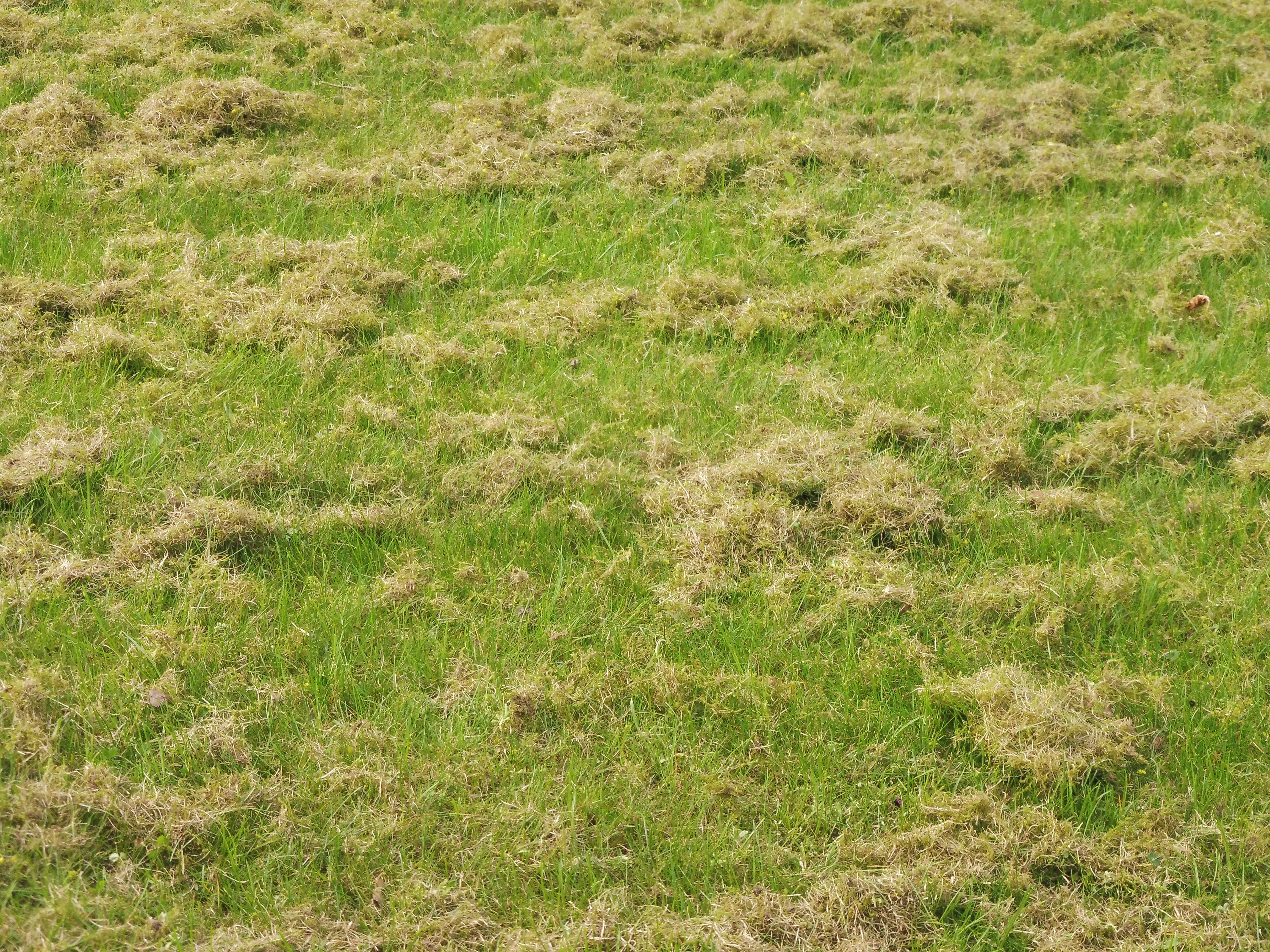
Vertikutierter Rasen

Vertikutieren ist nicht zu verwechseln mit Aerifizieren. Während beim Vertikutieren die Rasenoberfläche behandelt wird, wird beim Aerifizieren der Boden bearbeitet. Ziel des Aerifizierens ist die Belüftung der Wurzeln des Rasens durch die Auflockerung des Bodens. Der Rasen wird meistens zwei- oder dreimal im Jahr vertikutiert. Aerifiziert wird der Rasen in einem regelmäßigeren Abstand (größere Grünflächen, z. B. bei Sport- und Golfplätzen, alle sechs Wochen von März bis September).